# Metabolisme social
El metabolisme social o metabolisme socioeconòmic és el conjunt de fluxos de materials i energia que es produeixen entre la natura i la societat, entre les diferents societats i dins de les societats. Aquests fluxos d'energia i materials controlats per l'home són una característica bàsica de totes les societats, però la seva magnitud i diversitat depenen en gran manera de cultures específiques o règims sociometabòlics.
El metabolisme social o socioeconòmic també es descriu com «l'autoreproducció i evolució de les estructures biofísiques de la societat humana. Comprèn aquells processos de transformació biofísica, processos de distribució i fluxos, que són controlats pels humans per als seus propòsits. Les estructures biofísiques de la societat (existències en ús) i el metabolisme socioeconòmic formen conjuntament la base biofísica de la societat».
Els processos metabòlics socials comencen amb l'apropiació humana de materials i energia de la natura. Aquests es poden transformar i circular per ser consumits i excretats finalment de nou a la pròpia naturalesa. Cadascun d'aquests processos té un impacte ambiental diferent segons com es realitza, la quantitat de materials i energia que intervenen en el procés, la zona on es produeix, el temps disponible o la capacitat regenerativa de la natura.
El metabolisme social representa una extensió del concepte de metabolisme des d'organismes biològics com els cossos humans fins a la base biofísica de la societat. Els humans construeixen i operen mines i granges, refineries de petroli i centrals elèctriques, fàbriques i infraestructures per subministrar els fluxos d'energia i materials necessaris per a la reproducció física d'una cultura específica. Les existències en ús, que comprenen edificis, vehicles, electrodomèstics, infraestructures, etc., es constitueixen i es mantenen pels diferents processos industrials que formen part del metabolisme social. Aquestes existències donen serveis a les persones en forma de refugi, transport o comunicació.
La societat i el seu metabolisme formen conjuntament un sistema autopoiètic, un sistema complex que es reprodueix. Ni la cultura ni el metabolisme social poden reproduir-se de manera aïllada. Els humans necessiten menjar i refugi, que es lliura pel metabolisme social, i aquest últim necessita humans per operar-lo.
El metabolisme social o socioeconòmic estableix que la societat humana i la seva interacció amb la natura formen un complex sistema d'autoreproducció i, per tant, es pot veure com un paradigma per estudiar la base biofísica de les societats humanes sota l'aspecte de l'autoreproducció. «Un paradigma comú pot facilitar la combinació i integració de models, la qual cosa pot conduir a avaluacions interdisciplinàries més sòlides i exhaustives de les estratègies de desenvolupament sostenible... L'ús del metabolisme social o socioeconòmic com a paradigma pot ajudar a justificar conceptes econòmics alternatius».

## Orígens del concepte
El concepte de «metabolisme social» va sorgir al segle xix, que va ser una època d'integració científica i de reciprocitat entre naturalistes i estudiosos socials. La perspectiva evolutiva, especialment el raonament analògic, va proporcionar encreuaments entre les ciències naturals i ciències socials.
Va ser només a finals de la dècada del 1970 que es va qüestionar amb rigor el paradigma de l'excepcionalitat humana, donant lloc al naixement de la sociologia ambiental.

## El metabolisme social com a indicador del desenvolupament humà
El concepte de «metabolisme social» s'ha utilitzat en la investigació històrica com a marc per descriure el desenvolupament de les societats humanes al llarg del temps. En aquest camp és especialment important el treball realitzat per l'historiador alemany Rolf P. Sieferle sobre els patrons socioecològics de les societats. Centrant-se en la dimensió energètica del metabolisme social (és a dir, el metabolisme energètic), Sieferle va suggerir que és possible classificar diferents «patrons socioecològics», o règims, de les societats humanes al llarg del temps, segons la font principal d'energia i la tecnologia de conversió d'energia dominant que utilitzen.
Sieferle va identificar tres règims principals que van caracteritzar la història humana:
- Caça-recol·lecció: El règim de caça-recol·lecció es basava en la «utilització passiva de l'energia solar», ja que en aquesta configuració els humans es basaven principalment en productes de la fotosíntesi recent, és a dir, plantes i animals per menjar i llenya per escalfar-se. Això va donar lloc a societats altament nòmades i una baixa densitat de població.[5]
- Agrari: La revolució neolítica va permetre a les societats passar a un règim agrari basat en la «utilització activa de l'energia solar». Els humans van començar a modificar el seu entorn de manera més sistemàtica mitjançant la desforestació per tal de maximitzar l'explotació de la terra i el sol per a l'agricultura per produir aliments per als humans i per al bestiar. Això va provocar societats sedentàries, augment de la càrrega laboral humana i un major creixement de la població, que al seu torn va impulsar el desenvolupament de jerarquies i dinàmiques socials més estructurades.[5]
- Industrial: La invenció de la màquina de vapor al segle xvi va desencadenar l'aparició del règim industrial, que es basa en els combustibles fòssils com a principal font d'energia. Això va donar lloc al patró socioecològic industrial que regula la societat humana tal com la tenim actualment.[5]

Seguint els passos de Sieferle, altres científics socials finalment van intentar reconstruir la història humana a través del metabolisme social, també mitjançant anàlisis i indicadors quantitatius. Entre ells cal esmentar el «Subministrament d'Energia Primària Total» (Total Primary Energy Supply, TPES), el «Consum d'Energia Domèstica» (Domestic Energy Consumption, DEC), l' «Apropiació Humana de la Producció Primària Neta» (Human Appropriation of Net Primary Production, HANPP) i altres.
L'ús del metabolisme energètic com a indicador del desenvolupament humà té implicacions importants no només per a l'anàlisi històrica, sinó també per a l'elaboració d'escenaris futurs. Segons molts estudis, el pic de combustible fòssil (és a dir, la taxa màxima d'extracció de combustibles fòssils a escala mundial) ja s'ha assolit o és probable que s'assoleixi aviat. Entendre quina serà la propera font d'energia principal i la tecnologia de conversió de les societats humanes en el futur té importants implicacions polítiques i socials.

## Mètodes comptables
Els estudis del metabolisme social es poden realitzar a diferents nivells d'agregació del sistema (vegeu anàlisi de flux de materials). En la comptabilitat de flux de materials, per exemple, s'analitzen les entrades i sortides de materials i energia d'un estat o regió en particular, així com les importacions i exportacions. Aquests estudis es veuen facilitats per la facilitat d'accés a la informació sobre transaccions comercials.
Hi ha diferents escoles de pensament sobre el metabolisme social, cadascuna amb el seu propi mètode comptable. Les dues que es poden identificar tenen les seves arrels en dues escoles de recerca diferents:
- l'Anàlisi de fluxos de materials i energia (Material and Energy Flow Analyses, MEFA), que està relacionada amb l'Escola de Viena, que no s'ha de confondre amb l'Escola Austríaca
- l'Anàlisi integrada multiescala del metabolisme social i dels ecosistemes (Multi-Scale Integrated Analysis of Societal and Ecosystem Metabolism, MuSIASEM), que troba les seves arrels a l'Escola de Barcelona, vinculada a la Universitat Autònoma de Barcelona.

L'estudiosa que va posar les bases de la MEFA és Marina Fischer-Kowalski, mentre que la MuSIASEM es va desenvolupar al voltant de Mario Giampietro i Kozo Mayumi.
Mentre que la MEFA centra la seva recerca principalment en les economies nacionals a través del temps i l'espai, MuSIASEM centra la seva recerca principalment en les economies contemporànies (aquí se centren en subsectors específics de l'economia).
Això també comporta algunes diferències metodològiques. A l'escola de pensament de la MEFA, els investigadors s'han orientat més a estandarditzar la recollida de dades tant com sigui possible, cosa que donaria lloc a una comparació més fàcil entre una àmplia gamma de casos i dades. D'altra banda, a l'escola de la MuSIASEM, els estudiosos s'han mostrat més reticents a fer-ho, prefereixen tenir una forma de comptabilitat a mida per a cada cas, operant dins d'una «gramàtica» predeterminada.